# لیدی‌کراخر (مجموعه تلویزیونی)
لیدی‌کراخر یک سریال کمدی آلمانی است که توسط Sat.1 از سال ۲۰۰۲ تا ۲۰۰۳ و از سال ۲۰۰۸ تا ۲۰۱۳ پخش شد که در آن آنکه انگلکه به جز در یک وقفه کوتاه، در تمام قسمت‌های آن حضور داشت.
در ژانویه ۲۰۱۵، تأیید شد که فصل هشتم که در سال ۲۰۱۳ پخش خواهد شد، و آخرین فصل این سریال خواهد بود.

## قسمت‌ها
آنکه انگلکه در تمام قسمت‌های Ladykracher بازی می‌کند. او را «زنی با ۲۵۰ چهره» می‌نامند زیرا انگلک در نقش‌ها و گریم‌های مختلف در آن حضور داشت.

## زمینه
- از فصل ۱ تا ۴ در ابتدا و انتهای برنامه ضبط‌های استودیویی وجود داشت که در آن آنکه انگلک به مخاطبان سلام کرد و با آنها خداحافظی کرد. در فصل سوم، انگلکه بینندگان را به تبلیغات میان اپیزود فرستاد. با این حال، از فصل ۵، ضبط استودیو حذف شده‌است.
- شخصیت Proll-Britta از قسمت‌های بازیگری ابتدا پس از دو فصل از سریال حذف شد. دلیل این امر این بود که انگلک تا روزها پس از فیلمبرداری صحنه‌ها خشن بود.
- بعد از اینکه نمایش در سال ۲۰۰۳ متوقف شد، توسط پروژه بعدی لیدی لند از سر گرفته شد، که در آن آنکه انگلک دوباره تجسم زنان مختلفی است که همگی داستان خود را تجربه می‌کنند.
- اگرچه ارجاعات زیادی به فصل چهارم در فصل سوم شد، اما تنها ۵ سال بعد به تولید رسید و سپس در پاییز ۲۰۰۸ پخش شد.
- پس از موفقیت کریستوف ماریا هربست با سریال استرومبرگ، او در سال ۲۰۰۸ نمایش اسکچ را ترک کرد. در عوض، او در یک قسمت در چندین قسمت در فصل ۴ مهمان بود.
- اولیور ولکه، اولی دیتریچ و باستیان پاستوکا هر کدام مهمان در طرحی از فصل سوم حضور داشتند. Lena Meyer-Landrut در قسمت سوم و پنجم فصل ششم به عنوان مهمان حضور داشت.

## جوایز
این نمایش چندین جایزه دریافت کرد:
- ۲۰۰۲:

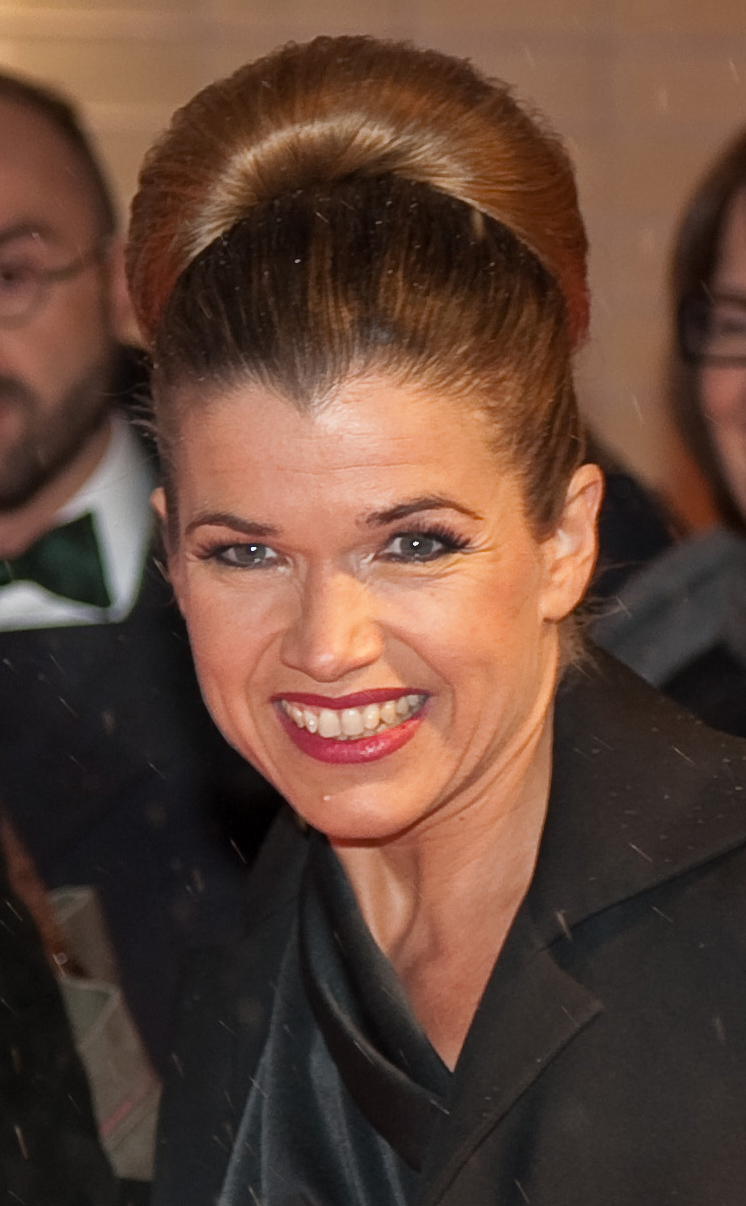
آنکه انگلک (۲۰۱۰)

  - جایزه تلویزیون آلمان در بخش بهترین نمایش کمدی
  - جایزه کمدی آلمانی
    - بهترین نمایش کمدی
    - بهترین کمدین برای آنکه انگلک
    - بهترین نقش مکمل برای کریستوف ماریا هربست
- ۲۰۰۳:
  - جایزه کمدی آلمانی در بخش بهترین نمایش اسکیس
  - نامزدی برای جایزه امی[۳]
- ۲۰۰۴:
  - گل رز طلایی در رده بازیگر زن کمدی به آنکه انگلک
- ۲۰۰۵:
  - گل رز طلایی در رده جایزه فرمت اسکریپت FRAPA
- ۲۰۰۹:
  - جایزه کمدی آلمانی در بخش بهترین طرح کمدی
- ۲۰۱۰:
  - جایزه کمدی آلمانی در بخش بهترین طرح کمدی
- ۲۰۱۱:
  - جایزه تلویزیون آلمان در بخش بهترین نمایش کمدی
  - جایزه کمدی آلمانی در بخش بهترین طرح کمدی
- ۲۰۱۳
  - جایزه کمدی آلمانی در بخش بهترین طرح کمدی

## رتبه‌بندی‌ها
در فصل چهارم ۱٫۸۰ میلیون بیننده این سریال را تماشا کردند بینندگان فصل ۵ ۱٫۹۴ م و فصل ۶ به ۱٫۴۸ م کاهش یافتند تماشاگران خاموش مجموع بینندگان در فصل هفتم به ۱٫۶۲ میلیون و در فصل هشتم به ۱٫۷۰ میلیون نفر رسید. در گروه هدف ۱۴ تا ۴۹ سال همیشه سهم بازار دو رقمی بود.